# August von Schantz

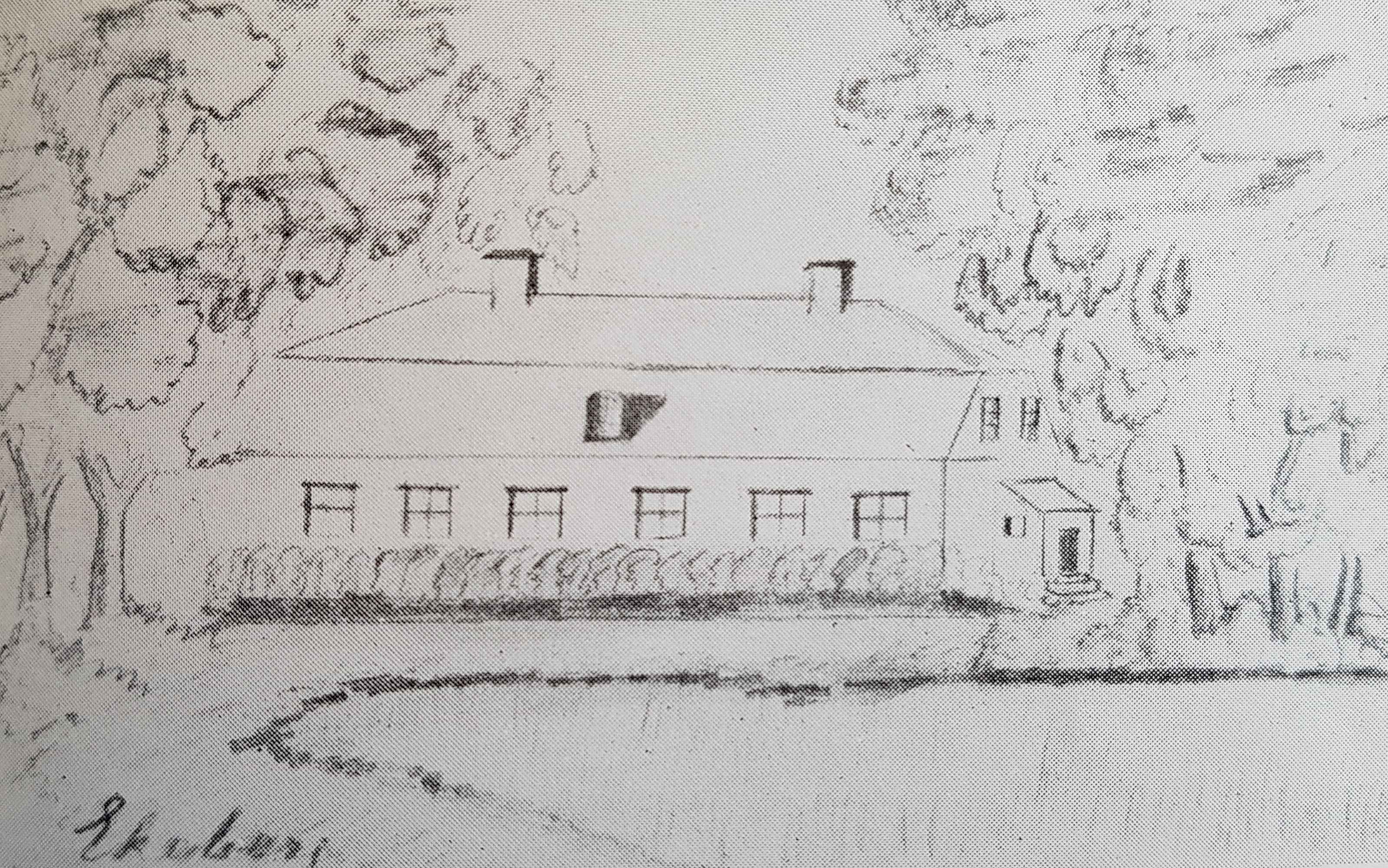
Ekeberg tecknat av August von Schantz omkring 1865.

Jacob August von Schantz, född 14 januari 1823 i Götarsvik, Lillkyrka socken, Örebro län, död 26 juni 1917 i Stockholm, var en svensk kammarherre och tecknare.
Han var son till protokollsekreteraren Gustaf Fredrik von Schantz och Catharina Maria von Nackreij. Schantz blev kammarherre 1860. En av hans teckningar föreställande Ekebergs säteri återgavs i boken Från bergslag och bondebygd 1956.